# 古屋英雄
古屋 英雄（ふるや ひでお、1947年 - ）は、山梨県出身の元アマチュア野球選手（投手）。1973年以降の社会人野球での登録名は古屋 智史。

## 来歴・人物
甲府商では同期に堀内恒夫がいたこともあり、主に一塁手として活躍。1964年夏は西関東大会決勝に進出するが、熊谷商工に0-1で惜敗。同年秋季関東大会でも決勝に進むが、東農大二高の樫出三郎らに抑えられ完封負け、春の選抜出場を逸する。1965年夏も西関東大会準決勝で熊谷商工に敗れ、甲子園出場はならなかった。
卒業後は明治大学に進学。東京六大学野球リーグではエースとして古川義弘（日本楽器）とバッテリーを組み、1969年春季リーグで8年振りに優勝、ベストナイン（投手）に選出されている。主軸であった星野仙一、池島和彦両投手が卒業し下馬評は高くなかったが、1年下の左腕、今井恒夫との二本柱で早大、法大を振り切った。同年の全日本大学野球選手権大会では東海大の上田二郎に抑えられ、2回戦敗退。大学同期に外野手の小野寺重之、二塁手の倉田晃がいる。
大学卒業後は社会人野球の日本鋼管に進む。1972年の都市対抗では三菱自動車川崎に補強され出場。決勝に進み日本楽器の新美敏に完封を喫するが、中継ぎで好投した。同年のアマチュア野球世界選手権日本代表に選出される。同年の1972年のドラフト会議でロッテオリオンズから5位指名を受けたがこれを拒否。翌1973年の都市対抗では上岡誠二、池田善吾（三菱自動車川崎から補強）とともに投手陣の中心となり、1回戦で全大丸に完封勝利。決勝でも先発を任され日産自動車に大勝、初優勝を飾る。この時のチームメイトに宇賀山徹、鈴木博昭（三菱自動車川崎から補強）らがいた。1973年、1975年にはインターコンチネンタルカップ日本代表となる。1974年に来日したキューバ代表と社会人野球選抜の交流試合にも登板。
現役引退後は日本鋼管監督に就任。その後は社業に戻り、JFEグループのJFE建材株式会社名古屋支店長、取締役をつとめた。